# Secretaria de Estado de Educação do Distrito Federal
| Secretaria de Estado de Educação do Distrito Federal                                                          |                       |
| CN Qd. 6 Bl. B – Edifício Venâncio 3000 – Asa Norte – Brasília/DF – 70716-900 https://www.educacao.df.gov.br/ |                       |
| Criação | 1956 (69 anos)        |
| Atual secretário                                                                                              | Hélvia Paranaguá      |
| Orçamento | R$ 5,5 bilhões (2024) |

A Secretaria de Estado de Educação é um dos órgãos da administração direta do Governo do Distrito Federal, no Brasil. É de sua incumbência a promoção e administração da educação básica, especial, profissional e superior. Em 2018, era a secretaria do GDF com a maior quantidade de funcionários públicos, com 36,3 mil, cerca de 29,3% do total.
Em julho de 2021, o governador Ibaneis Rocha designou Hélvia Paranaguá como secretária da pasta.

## Estrutura
As Coordenações Regionais de Ensino coordenam as unidades escolares de cada região do Distrito Federal. São divididas em catorze polos - a Coordenação Regional de Ensino do Plano Piloto, a Coordenação Regional de Ensino de Brazlândia, a Coordenação Regional de Ensino de Ceilândia, a Coordenação Regional de Ensino do Gama, a Coordenação Regional de Ensino do Guará, a Coordenação Regional de Ensino do Núcleo Bandeirante, a Coordenação Regional de Ensino de Planaltina, a Coordenação Regional de Ensino de Sobradinho, a Coordenação Regional de Ensino de Taguatinga, a Coordenação Regional de Ensino de Samambaia, a Coordenação Regional de Ensino do Paranoá, a Coordenação Regional de Ensino de Santa Maria, a Coordenação Regional de Ensino de São Sebastião e a Coordenação Regional de Ensino do Recanto das Emas.
As subsecretarias da Secretaria de Estado de Educação do Distrito Federal são incumbidas da gestão de cada modalidade de ensino e também da administração de recursos financeiros e humanos relativos à Educação. São nove subsecretarias, as quais estão classificadas em Subsecretaria de Educação Básica, Subsecretaria de Planejamento, Acompanhamento e Avaliação, Subsecretaria de Infraestrutura e Apoio Educacional,  Subsecretaria de Educação Inclusiva e Integral, Subsecretaria de Formação Continuada dos Profissionais da Educação, Subsecretaria de Gestão de Pessoas, Subsecretaria de Administração Geral, Subsecretaria de Inovação e Tecnologias Pedagógicas e de Gestão e Subsecretaria de Educação Profissional e Tecnológica.

## História
Em fins de 1956, foi criado, na estrutura da Companhia Urbanizadora da Nova Capital do Brasil (Novacap), o Departamento de Educação e Difusão Cultural (Portaria nº 103/B/59), com o objetivo de promover atividades educacionais até a implantação definitiva do sistema educacional do Distrito Federal. Por solicitação de Ernesto Silva, Diretor da Novacap, coube a Anísio Texeira, Diretor do Instituto Nacional de Estudos Pedagógicos, elaborar, em outubro de 1957 – e submeter ao Ministro da Educação e Cultura, que aprovou e encaminhou à Novacap -, o plano do sistema escolar público de Brasília.
O Decreto nº 47.472, de dezembro de 1959, instituiu a Comissão de Administração de Sistema Educacional de Brasília (Caseb), no Ministério de Educação e Cultura. Em 17 de junho de 1960 foi criada a Fundação Educacional do Distrito Federal por meio do Decreto nº 48.297, e foi instalada em fevereiro de 1961. A Secretaria de Estado de Educação do Distrito Federal originou-se da Secretaria de Educação e Cultura, criada em 1966. Recebeu a denominação com o desmembramento destas secretarias, ocorrido em 1986.